# Кабса
Кабса (араб. كبسةكبسة‎ kabsah) — різновид страв з рису і м'яса, родом із Саудівської Аравії, де вважається національною стравою. Незважаючи на те, що кабса вважається стравою корінних мешканців Саудівської Аравії, її часто готують в таких країнах, як Ємен, Палестина, Йорданія, Катар, Оман, ОАЕ, Бахрейн, Ірак та Кувейт. У більшості арабських держав Перської затоки страва відома як макбус (makbūs) (араб. مكبوسمكبوس‎).

## Інгредієнти
Страва кабса зазвичай робиться з рису з довгими зернами, такими як у сорту басматі (різновид ароматичного рису з дрібними довгими зернами), м'яса, овочів та суміші спецій. Існує багато видів страви кабса і кожна вид має свої унікальні особливості. Для страви продаються спеціально виготовлені суміші спецій. Вони мають різні фірмові назви. Готові суміші дозволяють кухарям скоротити час приготування страви, проте смак приготованої страви може відрізнятися від традиційної. В значній мірі смак страві надають використовувані спеції. До них належать: чорний перець, гвоздика, кардамон, шафран, кориця , чорний лайм, лавровий лист та мускатний горіх.

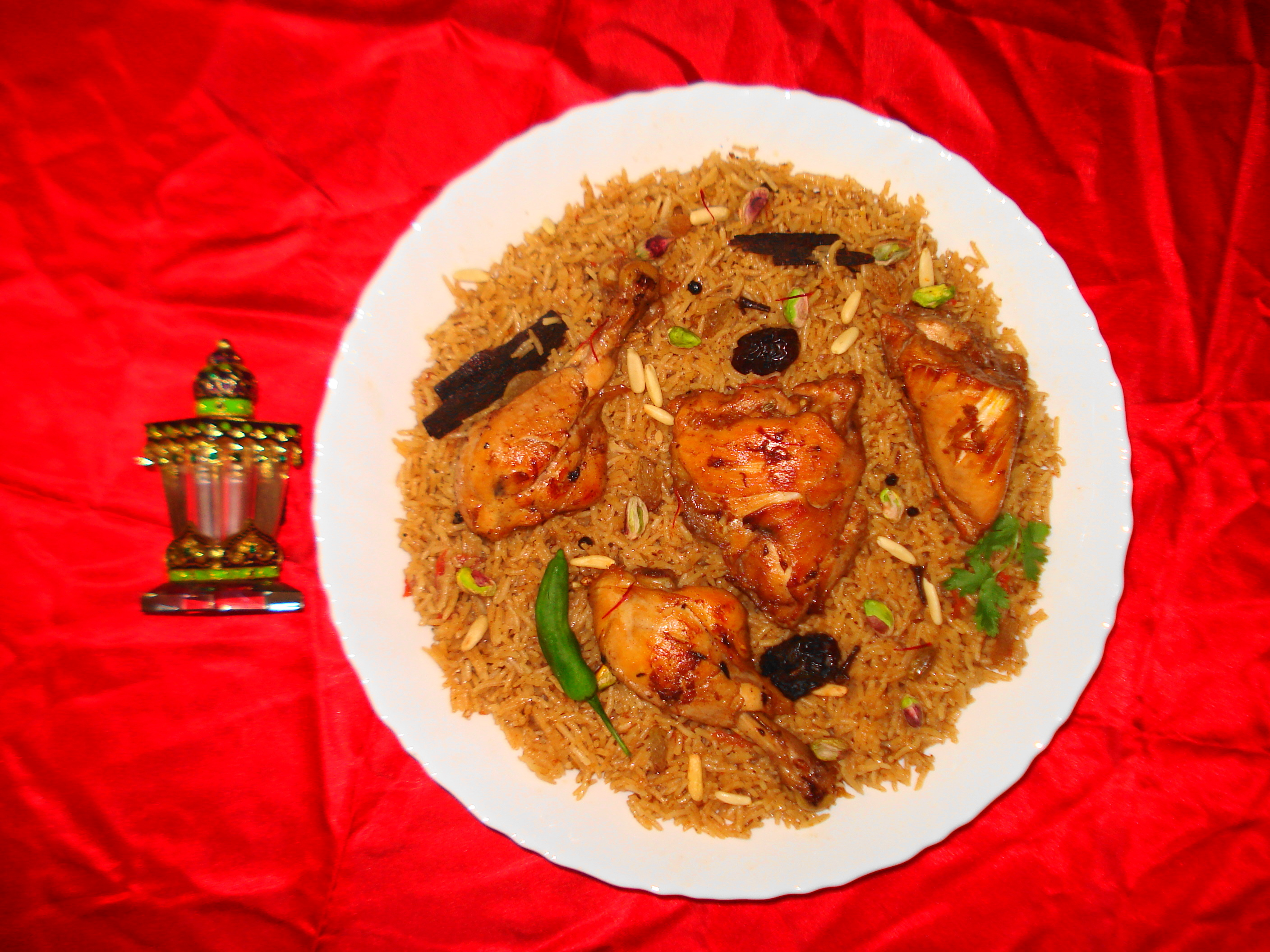
Страва кабса, відома в країнах Перської затоки, як machbūs.

Основним компонентом страви є м'ясо. Застосовується м'ясо курей, кіз, баранина, верблюжатина, яловичина, риби та креветок. У курячому machbūs береться ціла курка. Спеції, рис і м'ясо можуть бути доповнені такими компонентами, як мигдаль, кедрові горіхи, арахіс, цибуля та родзинки. Страва подається гарячою з томатним соусом.

## Технологія приготування
М'ясо для кабса можна приготувати різними способами. Найбільш популярним способом приготування м'яса є спосіб манді. Це давня технологія, що бере початок в Ємені, при якій м'ясо засмажується в глибокій ямі у землі. Іншим способом приготування і подачі м'яса для кабсу є масбі (mathbi ), коли м'ясо готується на грилі на плоских каменях, які кладуться на жар. Третім методом є madghūt, який передбачає приготування м'яса в скороварці або в каструлі.
Перед приготуванням страви в каструлю наливається оливкова олія і вершкове масло, додається гвоздика, кориця та чорний кардамон. Все це обсмажується декілька секунд. Потім м'ясо курки тушкується протягом 5–6 хвилин. До страви додається цибуля, часник, томатна паста, морква. Все це смажиться протягом хвилини. Потім додається рис, курячий бульйон, чорний мелений перець, родзинки. Все вариться до готовності рису.
Страва традиційно вживається руками з великої миски.